# 10 juillet 1928
Le mardi 10 juillet 1928 est le 192e jour de l'année 1928.

## Naissances
- Bernard Buffet (mort le 4 octobre 1999), peintre français
- Alejandro de Tomaso (mort le 21 mai 2003), pilote automobile argentin
- Hubert Monteilhet, écrivain français
- Herman Van der Wee, professeur belge d'expression flamande
- Anthony Mascarenhas (mort le 3 décembre 1986), journaliste pakistanais

## Décès
- Antoine Escande (né le 13 août 1847), homme politique français
- Elsbeth von Nathusius (née le 17 janvier 1846), écrivain allemande

## Autres événements
- (3300) McGlasson découvert à Johannesbourg (UO) par l'astronome Harry Edwin Wood.
- Muhlbach-sur-Bruche est réunie au canton de Molsheim par décret.